# Мизизий
Мизизий (греч. Μιζίζιος; казнён в 668 или 669) — византийский узурпатор, правивший на Сицилии в 668—668 или 669 годах.

## Биография
Провозглашение Мизизия императором было следствием заговора против Константа II, намеревавшегося перенести столицу империи в Италию, и отказывавшегося возвращаться в Константинополь. 15 сентября 668 года в Сиракузах Констант был убит в бане сакелларием Андреем, нанесшим императору удар лоханью по голове. После этого заговорщики объявили новым императором Мизизия. Папа римский Григорий II в письме императору Льву III называет Мизизия комитом фемы Опсикий, но не исключено, что он исполнял должность начальника охраны (obsequium). Михаил Сириец именует его патрикием.
Мизизий по происхождению был армянином; вероятно, его имя представляет греческую транскрипцию армянского имени Мжеж. Предположительно, он происходил из знатного армянского рода Гнуни. По словам византийских авторов, он принял диадему под принуждением солдат. Узурпация не нашла поддержки на западе; по сообщению Книги пап, мятеж был подавлен войсками Равеннского экзархата, направившимися на Сицилию морским путём через Истрию и по суше через Кампанию. Ещё один отряд прибыл с Сардинии, входившей в состав Карфагенского экзархата. Папа Виталий поддержал экспедицию.
По сообщению Феофана Исповедника, экспедицию против Мизизия возглавил лично Константин IV, отправившийся с большим флотом из Константинополя. У исследователей слова Феофана, вступающие в противоречие с сообщением автора Книги пап, вызывают большие сомнения. Византийские хроники помещают под 668—669 годами мятеж комита фемы Армениак Шапура Персогенита и поход в Малую Азию сына халифа Муавии Йазида, дошедшего до самого Халкидона. Представляется маловероятным, что в таких сложных обстоятельствах император мог покинуть столицу и отправиться на запад.
На основании сообщения Михаила Сирийца считается, что узурпация Мизизия продолжалась 7 месяцев, и мятеж был подавлен в апреле 669 года. Мизизию и нескольким командирам мятежников отрубили головы и отослали их в Константинополь. Были наказаны также несколько сановников, участвовавших в заговоре. В их числе был казнен патрикий Юстиниан, а его сын Герман, будущий патриарх Константинопольский, оскоплен. Из весьма невнятного рассказа Михаила Сирийца делается предположение, что сын Мизизия Иваннис пытался продолжить восстание.
Убийство Константа и восстание Мизизия имели тяжелые последствия. Арабы воспользовались ситуацией для вторжения в византийскую Африку и набега на Сицилию. Их флот напал на Сиракузы. Жители бежали в горы, и грабители, не встретившие сопротивления, собрали огромную добычу, в числе которой находилось множество позолоченных бронзовых статуй, вывезенных Константом из разграбленного Рима. Эти статуи Муавия приказал продать в Индию.